# Campionati europei giovanili di orientamento
I Campionati europei giovanili di orientamento (European Youth Orienteering Championship - EYOC), istituiti nel 2015, si tengono ogni anno. L'ingresso è aperto alle squadre nazionali che sono membri europei della Federazione Internazionale di Orientamento.
Il programma include:
- Una gara Sprint individuale
- Una gara Long individuale
- Una gara a Staffetta (Relay)

## Edizioni svolte
| Anno | Periodo                | Località    | Info e risultati |
| ---- | ---------------------- | ----------- | ---------------- |
| 2015 | 25 giugno - 28 giugno  | Romania     |                  |
| 2016 | 30 giugno - 3 luglio   | Polonia     |                  |
| 2017 | 29 giugno - 2 luglio   | Slovacchia  |                  |
| 2018 | 28 giugno - 1 luglio   | Bulgaria    |                  |
| 2019 | 28 giugno - 30 giugno  | Bielorussia |                  |
| 2020 | annullato per COVID-19 |             |                  |
| 2021 | 19 agosto - 22 agosto  | Lituania    |                  |
| 2022 | 2 luglio - 4 luglio    | Ungheria    |                  |
| 2023 | 22 luglio - 25 giugno  | Bulgaria    |                  |
| 2024 | 21 luglio - 24 luglio  | Polonia     |                  |
| 2025 | 17 luglio - 20 luglio  | Rep. Ceca   |                  |
| 2026 | 25 giugno - 28 giugno  | Slovenia    |                  |